# Kanta (Einheit)
Die Kanta war ein ungarisches Volumenmaß in der Region um Debrecen und wurde für Flüssigkeiten verwendet. 
- 1 Kanta = 10 Halbe = 20 Seidel = 40 Rimpel/Halbseidel/Pfiff (Wiener) = etwa 8,4 Liter
- 1 Cseber (groß)/Nagy Cseber (Eimer, groß) =  2 Cseber (klein)/Kis Cseber = 10 Kanta[1] = 4201 ⅞ Pariser Kubikzoll = 83,36 Liter[2] auch = 85,05 Liter[3]